# Phyllomys mantiqueirensis
Phyllomys mantiqueirensis es una especie de roedor de la familia Echimyidae.

## Distribución geográfica
Se encuentra en Sudamérica: en Brasil.